# Stellantis
Stellantis N.V. je avtomobilski koncern, nastal januarja 2021 z združitvijo francoskega podjetja Groupe PSA in italijansko-ameriškega Fiat Chrysler Automobiles. Uradno je delniška družba s sedežem v Amsterdamu, katere delnice kotirajo prvenstveno na milanski in pariški borzi.
Leta 2023 je bil Stellantis po prodajah četrti največji proizvajalec avtomobilov na svetu (za Toyoto, Volkswagen Group in Hyundai Motor Group). Ob nastanku je zaposloval okoli 300 000 oseb, bil prisoten v več kot 130 državah in imel proizvodne obrate v 30 državah.

## Znamke
Stellantis je lastnik naslednjih znamk (stanje 2024):
- Abarth
- Alfa Romeo
- Chrysler
- Citroën
- Dodge
- DS Automobiles
- Fiat/Fiat Professional
- Jeep
- Lancia
- Maserati
- Opel
- Peugeot
- Ram
- Vauxhall

Koncernu pripadajo tudi proizvajalci avtomobilskih delov, motorjev, dodatne opreme (npr. Mopar, Faurecia, VM Motori, Teksid, Comau, SRT) in nekatera druga podjetja.